# Solus (операційна система)
Solus (раніше відома як Evolve OS ) — це незалежно розроблена операційна система для архітектури x86-64, що базується на ядрі Linux. На вибір є такі середовища стільниці як Budgie (власна розробка), GNOME, MATE та KDE Plasma. Менеджер пакунків eopkg, заснований на системі керування пакетами PiSi від Pardus Linux, розроблений за моделлю semi-rolling release, а оновлення пакетів потрапляють у стабільне сховище щоп’ятниці. Розробники Solus заявили, що Solus призначений виключно для використання на персональних комп’ютерах і не буде включати програмне забезпечення, яке корисне лише в корпоративних або серверних середовищах.

## Історія
20 вересня 2015 року розробник Айкі Доерті оголосив, що "Solus 1.0 матиме кодову назву Shannon на честь річки Шеннон в Ірландії", вказавши, що "кодові назви випусків продовжуватимуть цю тему, використовуючи назви річок Ірландії".
1 січня 2022 року досвідчений провідний розробник Джош Стробл оголосив про свою відставку з Solus після 6 років участі в проекті.

### Budgie
Розробник Айкі Доерті заявив, що для Budgie він «хотів сучасного погляду на традиційний робочий стіл, але не надто традиційного», щоб зберегти баланс між естетикою та функціональністю.

## Особливості

### Постійні оновлення за моделлю Curated rolling release
Solus пропонує оновлення своїм користувачам за допомогою спеціальної моделі випуску. Після встановлення кінцеві користувачі гарантовано отримуватимуть оновлення безпеки та програмного забезпечення, не турбуючись про те, що срок життя їх операційної системи закінчиться . Останнє, як правило, стосується випусків операційних систем із фіксованим сроком життя, таких як Fedora та Ubuntu, а також Microsoft Windows . Маріус Нестор з Softpedia стверджував, що всі операційні системи повинні використовувати модель rolling release, щоб зменшити навантаження з розробки та обслуговування і зробити останні технології доступними для кінцевих користувачів, як тільки вони будуть готові.

### Доступність програмного забезпечення
Solus поставляється з попередньо встановленим широким набором програмного забезпечення, який включає останні Firefox, Thunderbird, LibreOffice, Transmission і GNOME MPV . Додаткове програмне забезпечення, яке не встановлено за замовчуванням, можна завантажити за допомогою вже встановленної програми Software Center. Бездротові мікросхеми та модеми підтримуються за допомогою додаткових небезкоштовних пакетів вбудованих програм("прошивок").
Управління пакетами здійснюється через eopkg. Доерті заявив, що для кінцевого користувача, мета полягає в тому, щоб фактично не взаємодіяти з менеджером пакетів. 

### Програмне забезпечення, розроблене компанією Solus
- Середовище стільниці Budgie 
  - Raven: інтерфейс бічної панелі, який служить панеллю аплетів, центром сповіщень і містить налаштування для робочого столу.
  - Budgie Menu: швидкий запуск додатків на основі категорій і пошуку.
  - Budgie-wm: менеджер вікон Budgie.
- eopkg: (Evolve OS Package) форк менеджера пакетів PiSi.[9]
- ypkg: інструмент для перетворення процесу складання в операцію пакування.[10]
- ferryd: менеджер бінарного репозитарію для Solus.
- Software Center: графічний інтерфейс для встановлення програмного забезпечення в Solus.[11]
- Brisk Menu: меню, написане спільно з командою розробників Ubuntu MATE, представлене в Solus MATE.[12]

## Популярність
Через політику конфіденційністі проект Solus не відстежує користувачів, тому не існує прямого та надійного способу виміряти популярність.
Станом на липень 2021 року веб-сайт DistroWatch, який фіксує частоту кліків сторінки на власному сайті, зафіксував Solus на 13 місці в рейтингу переглядів сторінок за 6 місяців, на 6 серед найпопулярніших дистрибутивів з моделлю оновлень rolling release. Solus отримав середню оцінку читачів 8,42 з 10.

## Оцінка критиків
OMG! Ubuntu! назвав Solus 3 одним з найкращих дистрибутивів Linux 2017 року.
Метт Хартлі похвалив Solus у своєму огляді найкращих операційних систем на базі Linux 2017 року як "Мабуть, найцікавіший дистрибутив за останні роки..."